# Brad Paisley
Brad Douglas Paisley (* 28. října 1972 Glen Dale, Západní Virginie, USA) je americký country skladatel, zpěvák a také kytarista. V jeho písních se uplatňují prvky populární kultury.
Debutoval roku 1999 albem Who Needs Pictures. Pod vydavatelstvím Arista Nashville vydal zatím 11 studiových alb. Je trojnásobným držitel Cen Grammy a 2x obdržel American Music Award. Je členem Grand Ole Opry.

## Kapela
Paisley nahrává svá alba převážně s kapelou The Drama Kings. První společný koncert odehráli 7. května 1999.

### Současní členové
- Brad Paisley – frontman, sólová kytara
- Gary Hooker – rytmická kytara
- Randle Currie – steel kytara
- Kendal Marcy – klávesy, banjo, mandolína
- Justin Williamson – housle, mandolína
- Kenny Lewis – basová kytara
- Ben Sesar – bubny

### Bývalí členové
- Jimmy Heffernan – steel kytara
- Ken Lush – klávesy
- Earl Clark – steel kytara
- Jody Harris – kytara, mandolína, banjo

## Diskografie
Studiová alba
- Who Needs Pictures (1999)
- Part II (2001)
- Mud on the Tires (2003)
- Time Well Wasted (2005)
- Brad Paisley Christmas (2006)
- 5th Gear (2007)
- Play (2008)
- American Saturday Night (2009)
- This Is Country Music (2011)
- Wheelhouse (2013)
- Moonshine in the Trunk (2014)
- Love and War (2017)